# 武仙座8
武仙座8，又名BD+17 2967，HD 145122、SAO 101962、HR 6013，是武仙座的一颗恒星，视星等为6.14，位于銀經31.31，銀緯43.54，其B1900.0坐标为赤經16h 4m 16.1s，赤緯+17° 43.54′ 16″。